# Sminthuridoidea
Super-famille
Les Sminthuridoidea sont une super-famille de collemboles.

## Liste des familles
Selon Checklist of the Collembola of the World :
- Mackenziellidae Yosii, 1961
- Sminthurididae Börner, 1906

## Référence
- Börner, 1906 : Das System der Collembolen nebst Beschreibung neuer Collembolen des Hamburger Naturhistorischen Museums. Mitteilungen aus den Naturhistorischen Museum in Hamburg, vol. 23, p. 147-188.